# GPG Suite
GPG Suite, anteriormente conocido como GPGTools, es un conjunto de programas para macOS que permiten la utilización del software criptográfico GnuPG para la firma y el cifrado de archivos y mensajes de correo electrónico en la aplicación Apple Mail.
El desarrollo y distribución de este software es llevado a cabo por la sociedad limitada GPGTools GmbH, con sede en Viena. Esta empresa ofrece el software gratuitamente, y ofrece un plan de soporte de pago que permite acceso temprano a actualizaciones y asistencia técnica.

## Componentes

### GPG Keychain
GPG Keychain es un programa que permite la creación, gestión y borrado de parejas de claves. El nombre se asemeja al gestor de contraseñas nativo de macOS, denominado Keychain en inglés (Llavero en la traducción al español).

### GPG Mail
GPG Mail es una extensión para Apple Mail que permite la comunicación cifrada y firmada de forma intuitiva y completamente integrada en la interfaz gráfica de este cliente de correo electrónico.
Esta extensión permite utilizar el cliente de correo electrónico nativo de macOS para la comunicación cifrada como alternativa a la utilización de Mozilla Thunderbird con la extensión Enigmail.

### GPG Services
GPG Services es un componente que proporciona las funciones de firma, verificación de firmas, cifrado y descifrado de archivos a través de los servicios de Finder, accesibles desde el menú contextual. Mediante esta utilidad se pueden cifrar y descifrar archivos, así como firmar o verificar la firma, de archivos que residen en algún dispositivo de almacenamiento conectado a la computadora o que son intercambiados por un medio diferente al correo electrónico.

### MacGPG
MacGPG es el componente que proporciona las utilidades en línea de comandos de GnuPG para macOS. El resto de componentes de GPG Suite utilizan estas herramientas para proporcionar la funcionalidad de cifrado, descifrado y gestión de claves. Asimismo, estas herramientas en línea de comandos pueden ser utilizadas por el usuario haciendo uso de un emulador de terminal, como es la aplicación Terminal.app de macOS.